# Rest in Pieces
«Rest in Pieces» —en español: «Descansa en pedazos»— es el octavo episodio de la novena temporada de la serie de televisión de antología American Horror Story. Se emitió el 6 de noviembre de 2019, en FX. El episodio de 38 minutos, fue escrito por Adam Penn, y dirigido por Gwyneth Horder-Payton.

## Argumento
Poco antes de Halloween, Bruce se recupera y conduce hasta el Campamento Redwood, interrumpiendo una pelea entre Ramírez y el fantasma de Richter en el proceso. Ramírez lo alista para ayudar a eliminar a Richter, eventualmente aprendiendo que Richter es un fantasma. A Donna y Brooke se le acerca Stacy, una escritora de tabloides que conoce sus identidades, y la llevan con ellos al Campamento Redwood. Brooke promete revelarle la verdadera historia a Stacy, planeando secretamente asesinarla, pero Donna la detiene y la convence de que se concentre en Margaret. Stacy huye, sólo para ser asesinada por Bruce, Ramírez y Margaret. Margaret revela a Bruce y Ramírez su plan de asesinar al resto de las bandas (excepto a Billy Idol) en su festival. Trevor declara su amor al fantasma de Montana y planea suicidarse para unirse a ella, pero ella lo aleja, culpable y angustiada por su relación con Ramírez. Los consejeros muertos, enfurecidos por los pasados asesinatos de Richter, lo atan y se niegan a permitirle escapar para asesinar a Ramírez, con la intención de asesinarlo una y otra vez durante el resto de su vida después de la muerte. El fantasma de Bobby aparece y arrastra a Richter al lago; se despierta junto a Bobby y Lavinia, que lo convencen de que se quede con ellos.

## Elenco

### Principal
- Emma Roberts como Brooke Thompson[2]
- Billie Lourd coomo Montana Duke[2]
- Leslie Grossman como Margaret Booth[2]
- Cody Fern como Xavier Plympton[2]
- Matthew Morrison como Trevor Kirchner[2]
- Gus Kenworthy como Chet Clancy[2]
- John Carroll Lynch como Benjamin Richter / Sr. Jingles[2]
- Angelica Ross como Rita / Donna Chambers[2]
- Zach Villa como Richard Ramirez[2]

### Invitados
- DeRon Horton como Ray Powell
- Leslie Jordan como Courtney
- Connor Cain como el joven Benjamin Richter
- Sean Liang como Wide Load
- Lily Rabe como Lavinia Richter
- Dylan McDermott como Bruce

## Recepción
«Rest in Pieces» fue visto por 1.05 millones de personas durante su emisión original, y obtuvo una cuota de audiencia de 0.5 entre los adultos de 18 a 49 años.
El episodio recibió críticas mayormente positivas por parte de los críticos. En Rotten Tomatoes, el episodio tiene un índice de aprobación del 62% basado en 13 críticas, con una calificación promedio de 7/10. El consenso crítico del sitio dice: «Esta sangrienta entrega golpea los marcadores correctos construyendo el final de la temporada, pero las confusas revelaciones en el último momento plantean más preguntas de las que responden».
Ron Hogan de Den of Geek le dio al episodio un 4/5, diciendo: «Es un gran hito; el cambio de una década a otra siempre parece ser un gran problema para la gente, y en muchos sentidos para los personajes de American Horror Story: 1984, el fin de la era Reagan es también el fin de su era de relevancia. Ha sido un reentrenamiento común en las últimas partes de la temporada. Su tiempo está terminando, y todos serán olvidados pronto, pero nunca es más explícito que en el episodio de esta semana, con múltiples personas elogiando lo bueno y lo malo de la América de Reagan en largas rapsodias». También elogió la dirección del episodio, comentando que «En las manos de la directora Gwyneth Horder-Payton, es fácil ver cómo la vida después de la muerte en Redwood puede ser tan hermosa como pasar la vida después de la muerte en cualquier otro lugar». Finalmente, concluyó su crítica con «Las cosas se están poniendo a punto en el Campamento Redwood, y el final de la temporada promete ser una gran batalla entre asesinos en serie con un montón de gente inocente atrapada entre los dos bandos de apuñalamiento, corte y disparo».
Kat Rosenfield de Entertainment Weekly le dio al episodio una calificación B. Ella disfrutó del regreso de Bruce, y pensó que su primera escena del episodio era «divertida». Ella también comentó «el ciclo interminable de asesinato, drama de fantasmas, y más asesinato» en el Campamento Redwood, especialmente la confusa relación entre los fantasmas. Ella comparó esa parte del episodio con la primera temporada de The Real World de MTV. También añadió que la revelación de Richter sobre Montana y Ramírez «hace que todo sea mucho más incómodo». Además, Rosenfield estaba perpleja sobre el plan de Margaret, describiéndolo como «'el día en que la música murió', excepto con mucho más flequillo y ritmos de sintetizador». Sin embargo, ella disfrutó de las escenas finales de Richter en este episodio y, como lo hizo en sus revisiones anteriores, las comparó con Viernes 13. En general, estaba globalmente satisfecha con el episodio, comentando que «Y al igual que las películas de slasher que lo inspiraron, esta temporada se está preparando para un enfrentamiento super-serial que combina todos los tropos en la caja de sangre y tripas».